# Furå
Furåen forbinder søerne Bagsværd Sø og Lyngby Sø.
Åen har bl.a. givet navn til Nybro-Furå Kano- og Kajakklub, hvis klubhuse er placeret ved åen.
55°46′31.0″N 12°28′09.6″Ø / 55.775278°N 12.469333°Ø